# Thomas Platzer
Thomas Platzer es un deportista alemán que compitió en bobsleigh en las modalidades doble y cuádruple.
Ganó una medalla de plata en el Campeonato Mundial de Bobsleigh de 2000 y tres medallas en el Campeonato Europeo de Bobsleigh entre los años 1996 y 1999.

## Palmarés internacional
| Campeonato Mundial | Campeonato Mundial    | Campeonato Mundial | Campeonato Mundial |
| Año                | Lugar                 | Medalla            | Prueba             |
| ------------------ | --------------------- | ------------------ | ------------------ |
| 2000               | Altenberg (Alemania)  | Medalla de plata   | Cuádruple          |
| Campeonato Europeo |                       |                    |                    |
| Año                | Lugar                 | Medalla            | Prueba             |
| 1996               | Sankt Moritz (Suiza)  | Medalla de bronce  | Doble              |
| 1997               | Königssee (Alemania)  | Medalla de plata   | Doble              |
| 1999               | Winterberg (Alemania) | Medalla de oro     | Cuádruple          |